# Liste der denkmalgeschützten Objekte in Dvůr Králové nad Labem
Grundlage dieser Liste der denkmalgeschützten Objekte in Dvůr Králové nad Labem ist die ÚSKP-Liste (Ústřední seznam kulturních památek České republiky, deutsch Zentrale Liste der Kulturdenkmäler der Tschechischen Republik), die von der tschechischen Denkmalschutzbehörde NPÚ (Národní památkový ústav, deutsch Nationale Denkmalbehörde) seit 1987 geführt wird und an die seit dem Jahr 1850 geschaffenen Listen anschließt.
Die Liste umfasst die Kulturdenkmale der Gemeinde Dvůr Králové nad Labem (Königinhof an der Elbe) im Okres Trutnov mit ihren Ortsteilen.

## Dvůr Králové nad Labem(Königinhof)

### Gemarkung Dvůr Králové nad Labem Mitte
| Lage                                                                       | Objekt                                             | Beschreibung | ÚSKP-Nr.                  | Bild                      |
| -------------------------------------------------------------------------- | -------------------------------------------------- | --- | ------------------------- | ------------------------- |
| Dvůr Králové nad Labem (Standort)                                          | Stadtbefestigung                                   | Stadtbefestigung. Überreste einer bedeutenden Befestigungsanlage aus dem 14.–16. Jahrhundert, bestehend aus einer Befestigungsmauer mit halbkreisförmigen Bastionen und runden Türmen, ausgestattet mit einem Korridor mit Zinnen und Schießscharten. Bestandteile: - Mauer hinter der Dekanatskirche Johannes der Täufer - Wand hinter dem Dekanatsgebäude Nr. 99 - Fragment des Obertors - Abschnitt der Mauer hinter den Häusern in der Palacký-Straße - Mauer mit Bastion hinter Nr. 80–85 - ein Mauerstück im Garten der Sonderschule - Wandabschnitt hinter den Häusern Nr. 322 und 477 - Wandabschnitt hinter dem Haus Nr. 44 - Schindelturm mit Mauer, Havlíčkova-Straße. | 33708/6-3507 Info Katalog | weitere Bilder            |
| Dvůr Králové nad Labem, náměstí T. G. Masaryka (Standort)                  | Mariensäule                                        | Barocke Mariensäule aus der Mitte des 18. Jahrhunderts. An der Spitze der Säule steht auf einer großen Kugel die Jungfrau Maria Immaculata mit der Schlange auf einem vergoldeten Mond. Freistehende Statuen rund um die Säule: - St. Franz Xaver (Südseite) - St. Ignatius von Loyola (Südwestseite) - St. Johannes von Nepomuk (Westseite) - St. Norbert (Nordostseite) - St. Jakobus der Große (Ostseite) - St. Johannes der Täufer (Ostseite) sowie die Statuen am Säulenfuß: - St. Laurentius (Südostseite) - St. Florian (Südwestseite) | 31601/6-3480 Info Katalog | weitere Bilder            |
| Dvůr Králové nad Labem, náměstí T. G. Masaryka, südlicher Teil (Standort)  | Brunnen mit der Statue des Kriegers Zaboj          | Ein Brunnen mit der Statue eines Kriegers (einer der beiden mythischen slawischen Krieger Záboj und Slavoj). Sandsteinbrunnen mit einer Gesamthöhe von 5,20 m und einem Durchmesser von ca. 7 m. Die Neorenaissance-Statue des Kämpfers von den Brüdern Anton Paul Wagner (1834–1895) und Franz Wagner wurde 1857 zum 40. Jahrestag der Entdeckung der Königinhofer Handschrift auf dem Brunnen aufgestellt. | 28912/6-3485 Info Katalog | weitere Bilder            |
| Dvůr Králové nad Labem, náměstí T. G. Masaryka 1, Palackého (Standort)     | Altes Rathaus                                      | Altes Rathaus. Eingeschossiger Renaissance-Eckbau auf rechteckigem Grundriss, zum Platz hin orientiert. Die Fassade wird durch drei Tonnenbögen des Portikus geöffnet, die von kurzen Säulen aus massiven, unverputzten Blöcken getragen werden. | 20130/6-3493 Info Katalog | weitere Bilder            |
| Dvůr Králové nad Labem, náměstí T. G. Masaryka 2 (Standort)                | Náměstí T. G. Masaryka 2                           | Bürgerhaus. Im Kern ein Renaissancebau an der nördlichen Platzfront. | 14653/6-5039 Info Katalog | Náměstí T. G. Masaryka 2  |
| Dvůr Králové nad Labem, náměstí T. G. Masaryka 3 (Standort)                | Sparkasse                                          | Sparkasse. Dreistöckiges Gebäude im späten Jugendstil mit historischen Details, erbaut 1909–1910 nach einem Projekt von Jan Vejrych (1856–1926), im Erdgeschoss ein offener Portikus in Form von vier flachen Bögen. | 15523/6-4570 Info Katalog | weitere Bilder            |
| Dvůr Králové nad Labem, náměstí T. G. Masaryka 38 (Standort)               | Neues Rathaus                                      | Neues Rathaus. Ein zweistöckiges historisches Gebäude vom Anfang des 20. Jahrhunderts an der Ostfront des Platzes. | 15891/6-5040 Info Katalog | weitere Bilder            |
| Dvůr Králové nad Labem, náměstí T. G. Masaryka 57 (Standort)               | Náměstí T. G. Masaryka 57                          | Bürgerhaus des Architekten Eduard Thym (1856–1931), mit Verwendung von Jugendstilelementen. | 101608 Info Katalog       | weitere Bilder            |
| Dvůr Králové nad Labem, náměstí T. G. Masaryka 58 (Standort)               | Náměstí T. G. Masaryka 58                          | Bürgerhaus mit Verwendung von klassizistischen und Jugendstilelementen. | 101607 Info Katalog       | Náměstí T. G. Masaryka 58 |
| Dvůr Králové nad Labem, náměstí T. G. Masaryka 85 (Standort)               | Náměstí T. G. Masaryka 85                          | Barockes Bürgerhaus, mit barocker Statue des hl. Johannes von Nepomuk im Schild. | 41845/6-3495 Info Katalog | weitere Bilder            |
| Dvůr Králové nad Labem, náměstí T. G. Masaryka 86 (Standort)               | Náměstí T. G. Masaryka 86                          | Bürgerhaus, ein Barockhaus, mit Umbauten bis ins 19. Jahrhundert. | 26019/6-3496 Info Katalog | Náměstí T. G. Masaryka 86 |
| Dvůr Králové nad Labem, Palackého 87 (Standort)                            | Palackého 87                                       | Bürgerhaus, ein klassizistischer Bau mit älterem Barockkern. | 19147/6-3497 Info Katalog | Palackého 87              |
| Dvůr Králové nad Labem, Palackého 88 (Standort)                            | Palackého 88                                       | Bürgerhaus. Barockbau an der Westseite des Platzes, mit Fassaden-Umgestaltungen im Jugendstil. | 27568/6-5042 Info Katalog | Palackého 88              |
| Dvůr Králové nad Labem, Palackého 89 (Standort)                            | Palackého 89                                       | Klassizistisches Bürgerhaus, mit älterem Kern und Umbauten vom Ende des 19. und der ersten Hälfte des 20. Jahrhunderts. | 24556/6-5043 Info Katalog | Palackého 89              |
| Dvůr Králové nad Labem, Palackého 108 (Standort)                           | Palackého 108                                      | Einstöckiges klassizistisches Bürgerhaus (Eckhaus) mit einer eklektizistischen Fassade. | 14528/6-5044 Info Katalog | Palackého 108             |
| Dvůr Králové nad Labem, Palackého 105, náměstí Republiky, Věžní (Standort) | Alte Apotheke                                      | Alte Apotheke, mit Hofgebäude ohne Nummer. Ein Bürgerhaus (Eckbau) am Ende des 18. Jahrhunderts zur Apotheke umgebaut, ein weiterer Umbau in der ersten Hälfte des 20. Jahrhunderts, dabei um ein Stockwerk erhöht. | 30898/6-5046 Info Katalog | Alte Apotheke             |
| Dvůr Králové nad Labem, Palackého 99, Husova, náměstí Republiky (Standort) | Dekanatsgebäude                                    | Dekanat. Gebäude mit Obergeschoss in der Nähe des Obertors, in seiner heutigen Gestalt aus der zweiten Hälfte des 19. Jahrhunderts sowie ein mittelalterliches Kellergebäude mit barocken Umbauten. | 15417/6-3504 Info Katalog | weitere Bilder            |
| Dvůr Králové nad Labem (Standort)                                          | Dekanatskirche St. Johannes der Täufer             | Dekanatskirche St. Johannes der Täufer, eine hochgotische städtische Saalkirche mit romanischen Resten und Stadtturm. Architekt: Franz Schmoranz der Ältere (1814–1902). Bei der Kirche befindet sich ein Lapidarium in der Nähe der Burgmauer und der Feuerwache. | 23273/6-3477 Info Katalog | weitere Bilder            |
| Dvůr Králové nad Labem, náměstí Republiky (Standort)                       | Skulptur des hl. Johannes von Nepomuk              | Statue des hl. Johannes von Nepomuk (die sogenannte Ablassstatue). Das Werk aus dem 1. Drittel des 18. Jahrhunderts stammt aus der Werkstatt von Matthias Bernhard Braun (1684–1738). Die Statue des hl. Johannes von Nepomuk mit zwei Engeln steht auf einem dreieckigen Sockel, auf dessen drei Enden befinden sich drei weitere Statuen: - Statue des hl. Judas Thaddäus - Statue der hl. Barbara - Statue des hl. Simon. Unter dem Gesims befindet sich ein Oval mit einem Relief der Jungfrau Maria und des Jesuskindes. | 33501/6-3481 Info Katalog | weitere Bilder            |
| Dvůr Králové nad Labem, Jiráskova 776 (Standort)                           | Jiráskova 776                                      | Bürgerhaus, neoklassizistisches Gebäude vom Ende des 19. Jahrhunderts. Ein zweistöckiges Haus mit Zwischengeschoss und massivem Eckturm. | 101765 Info Katalog       | Jiráskova 776             |
| Dvůr Králové nad Labem, Sladkovského 530 (Standort)                        | Kohout-Hof                                         | Ländliches Vorstadthaus (Kohoutův dvůr, jetzt Stadtmuseum). Ein Haus mit monumentalem Turmhelm und hochwertiger skulpturaler Verzierung des Tores sowie einem architektonisch bemerkenswerten Brunnen: - Wohnhaus Nr. 530 - Tor mit Statuen des hl. Johannes des Täufers, des hl. Johannes von Nepomuk und der Jungfrau Maria - Speicher Nr. 531 - Brunnen - Pferdestall | 35803/6-3498 Info Katalog | weitere Bilder            |
| Dvůr Králové nad Labem, Legionářská 1234, Myslbekova (Standort)            | Bank                                               | Bankgebäude mit Umzäunung. Zweigeschossiges freistehendes Villengebäude mit Jugendstildekoration. | 101387 Info Katalog       | weitere Bilder            |
| Dvůr Králové nad Labem, Legionářská 1311 (Standort)                        | Kirchenbau der Tschechoslowakischen Hussitenkirche | Kirche der Tschechoslowakischen Hussitischen Kirche, ein städtebaulich exponiertes Objekt am Rande des Stadtkerns, erbaut 1924/25 nach einem Entwurf des Architekten Oldřich Liska (1881–1959). | 106210 Info Katalog       | weitere Bilder            |
| Dvůr Králové nad Labem, Havlíčkova 22 (Standort)                           | Grandhotel                                         | Hotel, später Grandhotel. Zweigeschossiges Gebäude in geschlossener Bauweise mit wertvoller Stuck-Jugendstilfassade, geschaffen 1901 von Vilém Amort (1864–1913), als das Gebäude zum Grandhotel umgebaut wurde. | 32892/6-5041 Info Katalog | Grandhotel                |
| Dvůr Králové nad Labem, Švehlova 400 (Standort)                            | Okresní dům                                        | Mehrfamilienhaus, später Bezirkshamt, moderne Architektur von Milan Babuška (1884–1953) mit Reliefdekoration von Antonín Mára. | 29011/6-3501 Info Katalog | weitere Bilder            |
| Dvůr Králové nad Labem, Preslova 457 (Standort)                            | Preslova 457                                       | Landhaus, einstöckiger Backsteinbau vom Anfang des 19. Jahrhunderts. | 14398/6-5047 Info Katalog | Preslova 457              |
| Dvůr Králové nad Labem, Přemyslova 478, Rooseveltova, Hradební (Standort)  | Přemyslova 478                                     | Blockhaus, ein ländliches Gebäude vom Ende des 18. Jahrhunderts, der im Zentrum der Stadt erhalten geblieben ist, ein einstöckiger Bau mit L-förmigem Grundriss. | 16100/6-3503 Info Katalog | Přemyslova 478            |
| Dvůr Králové nad Labem, Revoluční 63 (Standort)                            | Revoluční 63                                       | Zweigeschossiges Bürgerhaus im Neorenaissancestil in geschlossener Bauweise. | 12715/6-5662 Info Katalog | Revoluční 63              |
| Dvůr Králové nad Labem, Revoluční 72 (Standort)                            | Revoluční 72                                       | Zweigeschossiges Bürgerhaus vom Anfang des 20. Jahrhunderts mit prägnanter Gestaltung im Jugendstil, einschl. kleinerer architektonischer Details im Inneren des Gebäudes. | 101691 Info Katalog       | Revoluční 72              |
| Dvůr Králové nad Labem, náměstí Odboje (Standort)                          | Widerstandsdenkmal                                 | Kriegerdenkmal, nach einem Entwurf des Bildhauers Jaroslav Horejc (1886–1983) und des Architekten Vilém Kvasničky (1885–1969), enthüllt im Jahr 1922. Auf dem Sockel steht eine überlebensgroße Statue der Vlasta (Heimat), die mit beiden Händen den Rücken und die rechte Hand des fallenden Kämpfers hält und den Kopf dem Publikum zuwendet. | 28314/6-3486 Info Katalog | weitere Bilder            |
| Dvůr Králové nad Labem, náměstí Odboje 304 (Standort)                      | Gymnasium                                          | Gymnasium. Zweigeschossiger Neurenaissancebau auf hufeisenförmigem Grundriss mit Dachanbau an der Nordseite. | 14417/6-4940 Info Katalog | weitere Bilder            |
| Dvůr Králové nad Labem, náměstí Václava Hanky 299 (Standort)               | Hanka-Haus                                         | Gesellschaftshaus oder Hanka-Haus, benannt nach Václav Hanka (1791–1861), urspr. Theater, jetzt Kulturhaus, 1867 bis 1873 erbaut nach den Plänen des Architekten Josef Zítek (1832–1909), 1904 umgebaut, spätere Umbauten im Geiste des realsozialistischen Dekorativismus, mit Einschränkung: ohne Gedenktafel vom 1. Mai 1890. | 41367/6-3500 Info Katalog | weitere Bilder            |

### Gemarkung Slovany
| Lage                                                               | Objekt                                      | Beschreibung | ÚSKP-Nr.                  | Bild                                        |
| ------------------------------------------------------------------ | ------------------------------------------- | --- | ------------------------- | ------------------------------------------- |
| Dvůr Králové nad Labem, u zimního stadionu (Standort)              | Denkmal der Opfer des Faschismus            | Gedenktafel für Opfer des Faschismus aus den Reihen des örtlichen Sokol. | 28222/6-5120 Info Katalog | Denkmal der Opfer des Faschismus            |
| Dvůr Králové nad Labem, nábřeží Jiřího Wolkera 132, 133 (Standort) | Berufsschule für Textiltechnik              | Berufsschule für Textiltechnik. Neoklassizistisches Gebäude aus den 1920er Jahren, Teil der Architektur der Stadt aus der Zeit der Ersten Tschechoslowakischen Republik von den Architekten Hořenovský und Jan Mužík: - Schule Nr. 132, ein zweistöckiges Gebäude mit annähernd rechteckigem Grundriss, bestehend aus drei funktional und architektonisch unterschiedlichen Gebäudekörpern - Schule Nr. 133, der eingeschossige Südteil des Gebäudes, der ursprünglich vermutlich als Direktorenvilla diente | 26431/6-3499 Info Katalog | Berufsschule für Textiltechnik              |
| Dvůr Králové nad Labem, nábřeží J. Wolkera (Standort)              | Denkmal für die Opfer des Maiaufstands 1945 | Denkmal für die Opfer der Maiaufstands 1945. Skulpturales Werk von Josef Wagner. Das Denkmal wurde kurz nach dem Krieg im Jahr 1945 enthüllt. Auf dem Sockel befindet sich die Bronzestatue einer kniender Frau vor der Flagge der Tschechoslowakischen Republik. | 37380/6-3487 Info Katalog | Denkmal für die Opfer des Maiaufstands 1945 |

### Gemarkung Vorlech
| Lage | Objekt                                                | Beschreibung | ÚSKP-Nr.                  | Bild                                                  |
| --- | ----------------------------------------------------- | --- | ------------------------- | ----------------------------------------------------- |
| Dvůr Králové nad Labem, Libušina 1100, Čechova (Standort)                                                                | Libušina 1100                                         | Bürgerhaus. Einstöckiges Mehrfamilienhaus mit einer Fassade im geometrischen Jugendstil. | 101385 Info Katalog       | weitere Bilder                                        |
| Dvůr Králové nad Labem, Čechova 1136, Plk. Švece (Standort)                                                              | Čechova 1136                                          | Bürgerhaus. Einstöckiges Mehrfamilienhaus von 1910 mit Jugendstilfassade. | 102353 Info Katalog       | Čechova 1136                                          |
| Dvůr Králové nad Labem, im Park zwischen den Straßen ul. Spojených národů, Nerudova und der Jan-Palach-Brücke (Standort) | Denkmäler von Opfern der Schlacht bei Königinhof 1866 | Auf dem ehemaligen Friedhof befindet sich eine Reihe von 12 Denkmälern und Gedenktafeln auf den Gräbern der Opfer der Schlacht bei Königinhof im Juni 1866. Zum Ensemble gehört auch ein Gesamtdenkmal am Ufer. Der ehem. Stadtfriedhof ist von einer Mauer umgeben, wurde 1833 eröffnet und wurde bis 1922 benutzt. | 10804/6-3490 Info Katalog | Denkmäler von Opfern der Schlacht bei Königinhof 1866 |
| Dvůr Králové nad Labem, Nerudova 1139 (Standort)                                                                         | Zlatník-Villa                                         | Eine Jugendstil-Villa aus dem Jahr 1911, ein zweistöckiges Gebäude auf einem unregelmäßigen, fast quadratischen Grundriss mit einem exzentrisch platzierten Türmchen und hohem Mansarddach. | 106652 Info Katalog       | BW                                                    |
| Dvůr Králové nad Labem, Spojených národů 1620 (Standort)                                                                 | Sochor-Villa                                          | Villa des Architekten Josef Gočár (1880–1945) für die Familie des Unternehmers Josef Sochor (1866–1931), eine einstöckige Villa mit asymmetrischem Grundriss, gebaut auf einem abschüssigen Gelände, jetzt Haus der Kinder und Jugend.                                                                               | 17266/6-5045 Info Katalog | Sochor-Villa                                          |
| Dvůr Králové nad Labem, Ant. Wagnera 598 (Standort)                                                                      | Gedenktafel mit Büste des Anton Paul Wagner           | Das Familienhaus von Anton Paul Wagner (1834–1895), an dem eine Gedenktafel mit der Bronzebüste des Bildhauers A. Wagner angebracht ist. | 12939/6-3492 Info Katalog | Gedenktafel mit Büste des Anton Paul Wagner           |

### Gemarkung Podhart
| Lage                                                                       | Objekt                                                                   | Beschreibung | ÚSKP-Nr.                  | Bild                                                                     |
| -------------------------------------------------------------------------- | ------------------------------------------------------------------------ | --- | ------------------------- | ------------------------------------------------------------------------ |
| Dvůr Králové nad Labem, Nový hřbitov - Podhart (Standort)                  | Grabstein der Familie Kratochvíl, Grab der Familie Sochor                | Grabstätte aus den 1920er Jahren mit Art-déco-Dekor: - Grabstein der Familie Kratochvíl - Grab der Familie Sochor                                                                      | 34130/6-3483 Info Katalog | Grabstein der Familie Kratochvíl, Grab der Familie Sochor                |
| Dvůr Králové nad Labem, Nový hřbitov, nördlicher Teil - Podhart (Standort) | Gräber von Soldaten der Roten Armee und Gräber von Opfern des Faschismus | Gräber von Soldaten der Roten Armee und Gräber von Opfern des Faschismus: - Sieben Gräber von Soldaten der Roten Armee - Ehrenzeichen mit 13 Gedenktafeln und den Namen der Gefallenen | 14556/6-5132 Info Katalog | Gräber von Soldaten der Roten Armee und Gräber von Opfern des Faschismus |

### Gemarkung Harta
| Lage                                                                            | Objekt     | Beschreibung                                                                                                 | ÚSKP-Nr.                  | Bild       |
| ------------------------------------------------------------------------------- | ---------- | --- | ------------------------- | ---------- |
| Dvůr Králové nad Labem, westlich der Landstraße Nr. 300 nach Kocbeře (Standort) | Sühnekreuz | Sühnekreuz, lateinisches Steinkreuz mit der Gravur eines Dolches bzw. einer Speerspitze auf der Vorderseite. | 15364/6-4571 Info Katalog | Sühnekreuz |

### Gemarkung Předměstí
| Lage                                              | Objekt                   | Beschreibung | ÚSKP-Nr.                  | Bild                     |
| ------------------------------------------------- | ------------------------ | --- | ------------------------- | ------------------------ |
| Dvůr Králové nad Labem, Schulzovy sady (Standort) | Denkmal für Václav Hanka | Denkmal für den Schriftsteller Václav Hanka (1791–1861). Büste auf hohem Sockel, ein Werk des Bildhauers Paul Wagner (1867). | 29899/6-3491 Info Katalog | Denkmal für Václav Hanka |

### Gemarkung Podměstí
| Lage                                        | Objekt                              | Beschreibung | ÚSKP-Nr.                  | Bild           |
| ------------------------------------------- | ----------------------------------- | --- | ------------------------- | -------------- |
| Dvůr Králové nad Labem, Riegrova (Standort) | Kirche der Erhöhung des hl. Kreuzes | Kirche der Erhöhung des hl. Kreuzes, spätbarocke Vorstadtkirche an der Stelle eines älteren Gebäudes errichtet. | 31454/6-3478 Info Katalog | weitere Bilder |

### Gemarkung Průmyslový obvod
| Lage                                                                                    | Objekt                               | Beschreibung | ÚSKP-Nr.                  | Bild                                |
| --------------------------------------------------------------------------------------- | ------------------------------------ | --- | ------------------------- | ----------------------------------- |
| Dvůr Králové nad Labem, Benešovo nábřeží 1174 (Standort)                                | Verwaltungsgebäude der Firma Sochor  | Verwaltungsgebäude der ehem. Firma Sochor, ein Beispiel der Architektur des Rondokubismus in der Zwischenkriegszeit. Es gehört zu einer Reihe von Gebäuden, die der örtliche Architekt Karel Jarolímek (1888–1970) entworfen hat. | 37120/6-5048 Info Katalog | Verwaltungsgebäude der Firma Sochor |
| Dvůr Králové nad Labem, im Innenhof des TIBA-Werks (Standort)                           | Denkmal für die Gefallenen 1939–1945 | Denkmal für die Gefallenen 1939–1945, mit einer gusseisernen Platte auf einem Sandsteinblock. Denkmal mit einer Gedenktafel mit den Namen und Lebensdaten der Opfer des Zweiten Weltkriegs. | 36434/6-5118 Info Katalog | BW                                  |
| Dvůr Králové nad Labem, im Gelände des TIBA-Werks, nábřeží Benešovo, Alešova (Standort) | Fabrikschornstein mit Wassertank     | Fabrikschornstein mit Wassertank aus dem Jahr 1939 auf dem Gelände der ehem. Textilfirma von Josef Sochor, später TIBA n. p., Werk 13. Ein klassischer, 80 m hoher Fabrikschornstein aus Mauerwerk mit kreisförmigem Grundriss in Form eines schlanken Kegelstumpfes mit einem auf halber Höhe platzierten Wasserbehälter. Außergewöhnlich ist die statische Lagerung eines 300 m³ großen Behälters in etwa 30 m über dem Boden auf einem mit Kragarmen unterstützten Stahlbetonring. Der Durchmesser am Behälterboden beträgt 7,66 m, an der Spitze 3,42 m. Der Tank diente als Wasserspeicher zum Schutz der Industriegebäude, deren einzelne Produktionsanlagen mit Sprinkleranlagen ausgestattet waren. | 106561 Info Katalog       | Fabrikschornstein mit Wassertank    |

### Gemarkung Nový Svět
| Lage | Objekt         | Beschreibung | ÚSKP-Nr.                  | Bild |
| --- | -------------- | --- | ------------------------- | ---- |
| Dvůr Králové nad Labem, Sochorova 1534–1549, Zlatníkova 1550–1560, 1564–1579, Josefa Židka 1561–1563, Nezvalova 1580–1582 (Standort) | Sochor-Kolonie | Reihenhaus-Siedlung, Sochors Kolonie, umfasst 49 Häuser der Arbeiterkolonie der Fabrik des Unternehmers Sochor, Projekte vermutlich von Pavel Janák (1882–1956). Der historische Wert des Ganzen und der einzelnen Teile wurde durch einzelne Umbauten ab der zweiten Hälfte des 20. Jahrhunderts erheblich gemindert oder ganz zerstört: Sochorova 1534-1549, Zlatníkova 1550-1560, 1564-1579, Josefa Židka 1561-1563, Nezvalova 1580-1582 | 29604/6-3505 Info Katalog | BW   |

### Gemarkung Sylvárov
| Lage                                                      | Objekt                                                            | Beschreibung | ÚSKP-Nr.                 | Bild |
| --------------------------------------------------------- | ----------------------------------------------------------------- | --- | ------------------------ | ---- |
| Dvůr Králové nad Labem, unterhalb des Bahnhofs (Standort) | Denkmal für die Opfer des preußisch-österreichischen Krieges 1866 | Drei Denkmäler für die Opfer des preußisch-österreichischen Krieges aus dem Jahr 1866, die von einem dekorativen Metallzaun umgeben sind, der auf einem niedrigen Steinsockel befestigt ist: - Stele mit dem Namen Arpad Milutinovich - Denkmal mit einer Inschrift für die tapferen gefallenen Soldaten 1866 für den Kaiser und das Vaterland - Jüdische Stele mit den Namen Leopold Fainer und Samuel Stern | Wikidata-Objekt anzeigen | BW   |

### Gemarkung Safari
| Lage                                                                    | Objekt                                                      | Beschreibung | ÚSKP-Nr.                  | Bild                    |
| ----------------------------------------------------------------------- | ----------------------------------------------------------- | --- | ------------------------- | ----------------------- |
| Dvůr Králové nad Labem, Gemarkung Dvůr Králové und Nové Lesy (Standort) | Zoo Dvůr Králové - Afrikanischer Safarizoo des Josef Vágner | Zoologischer Garten, afrikanischer Safarizoo des Josef Vágner (1928–2000), eine einzigartige Einrichtung in Mittel- und Osteuropa. - Gemarkung Dvůr Králové - Gemarkung Nové Lesy | 105906 Info Katalog       | weitere Bilder          |
| Dvůr Králové nad Labem, Štefánikova 1029, im Zoo (Standort)             | Neumann-Villa                                               | Neumann-Villa, interessante historische Architektur, erbaut für den Unternehmer Richard Neumann (1879–1961). Relativ intakter, aufwendig dekorierter Innenraum.                   | 49089/6-5991 Info Katalog | weitere Bilder          |
| Dvůr Králové nad Labem, im Garten des Hauses Mánesova 362 (Standort)    | Statue des hl. Matthäus                                     | Statue des hl. Matthäus, spätbarocke Skulptur aus hellem Sandstein, datiert 1773.                                                                                                 | 100983 Info Katalog       | Statue des hl. Matthäus |

## Lipnice (Lipnitz)
| Lage                                 | Objekt                              | Beschreibung                                                                     | ÚSKP-Nr.                  | Bild                                |
| ------------------------------------ | ----------------------------------- | -------------------------------------------------------------------------------- | ------------------------- | ----------------------------------- |
| Lipnice, auf dem Friedhof (Standort) | Grab eines Soldaten der Roten Armee | Grab eines Soldaten der Roten Armee, ein Opfer des Endes des Zweiten Weltkriegs. | 15795/6-5163 Info Katalog | Grab eines Soldaten der Roten Armee |

## Verdek (Werdeck)
| Lage                                                 | Objekt            | Beschreibung | ÚSKP-Nr.                  | Bild           |
| ---------------------------------------------------- | ----------------- | --- | ------------------------- | -------------- |
| Verdek, im südöstlichen Teil des Dorfes (Standort)   | Untere Holzbrücke | Überdachter Holzsteg über die Elbe. | 11145/6-5909 Info Katalog | weitere Bilder |
| Verdek 26 (Standort)                                 | Haus Nr. 26       | Bauernhaus, teilweise als Blockhaus ausgeführt, aus der Mitte des 19. Jahrhunderts, besonders wertvoll ist das Frontschild aus Brettern mit reichem Dekor. | 27425/6-3713 Info Katalog | Haus Nr. 26    |
| Verdek, im nordwestlichen Teil des Dorfes (Standort) | Obere Holzbrücke  | Hölzerne Fußgängerbrücke, Holzbrücke über die Elbe | 31533/6-5059 Info Katalog | weitere Bilder |

## Zboží (Rennzähn)
| Lage                                | Objekt                     | Beschreibung | ÚSKP-Nr.                  | Bild                       |
| ----------------------------------- | -------------------------- | --- | ------------------------- | -------------------------- |
| Zboží, Na Mlýnském kopci (Standort) | Statue des hl. Franz Xaver | Barocke Statue des hl. Franz Xaver auf einem hohen Sockel | 27212/6-3762 Info Katalog | Statue des hl. Franz Xaver |
| Zboží (Standort)                    | Kruzifix                   | Kruzifix aus Sandstein. Das vom Barockstil mit deutlichen volkstümlichen Elementen beeinflusste Werk des örtlichen Künstlers wird auf das Jahr 1796 datiert. | 101108 Info Katalog       | BW                         |

## Žirecká Podstráň (Schurzer Leuten)
| Lage | Objekt              | Beschreibung | ÚSKP-Nr.                  | Bild |
| --- | ------------------- | --- | ------------------------- | ---- |
| Žirecká Podstráň 39, nördlich der Eisenbahnstrecke in Richtung Dvur Králové nad Labem severně od žel. trati, směr Dvůr Králové nad Labem (Standort) | Bauerngehöft Nr. 39 | Bauerngehöft. Das Areal eines Bauernhofs mit Wohnhaus und Scheune. Ein Blockhaus mit angeschlossenem Raum, in der Nähe steht die Scheune, senkrecht dazu die Ställen. | 27822/6-4572 Info Katalog | BW   |

## Žireč (Schurz)

### Žireč Městys
| Lage                                                            | Objekt                                 | Beschreibung | ÚSKP-Nr.                  | Bild           |
| --------------------------------------------------------------- | -------------------------------------- | --- | ------------------------- | -------------- |
| Žireč 1, 2, im nördlichen Ortsteil (Standort)                   | Schloss Žireč – ehem. Jesuitenresidenz | Areal des frühbarocken Schlosses der Prager Jesuiten, entstanden durch die Erweiterung der urspr. Renaissancefeste, im nördlichen Teil des Ortes, oberhalb eines hohen Hanges über dem Elbufer gelegen. Den Kern bildet ein vierflügeliges Schloss mit der Kirche St. Anna, im Nordwesten angebaut, davor eine Statue der hl. Johann von Nepomuk. Vor dem Schloss befindet sich ein parkähnlicher Platz, an dessen Westseite sich die ehem. Brauerei und hinter dem Bereich des Wirtschaftsgartens die Orangerie. Westlich davon ein Naturpark mit einer Säule und einer Vase, einem gusseisernen Pavillon und einem weiteren Pavillon, in dessen Einfriedung in der nördlichen Ecke ein Getreidespeicher eingefügt ist: - Kirche St. Anna, Nr. 1 - Schloss, Nr. 2 - eine Säule mit einer Statue des hl. Johannes von Nepomuk - Brauerei, Nr. 3 - Orangerie, Nr. 69 - Getreidespeicher, Nr. 70 - Park und Einzäunung - Pavillon aus Gusseisen, Pavillon aus Metall sowie Säule mit Vase | 30757/6-3755 Info Katalog | weitere Bilder |
| Žireč, Dorfplatz (Standort)                                     | Mariensäule                            | Frühbarocke pseudokorinthische Säule mit Statue der Unbefleckten Empfängnis, errichtet um 1700. Vorderseite „IHS“; auf der Südseite ein Paradiesbaum neben einem Sockel mit der Aufschrift: „Ess, Du wirst Gott gleich sein“, auf der Westseite ein Leuchtturm mit einer Taube. Inschrift: „Die wahre Reu Herr mir verleih“. Im Norden die Erhöhung der Schlange in der Wüste. Globus zu Füßen des Kreuzes. Auf einem um das Kreuz geschlungenen Band: „Folge mir nach in das Reich meines Vatters“. Um die Säule herum vier Sockel mit Obelisken, gekrönt von Kugeln. | 45124/6-3760 Info Katalog | weitere Bilder |
| Žireč, an der Landstraße nach Dvůr Králové nad Labem (Standort) | Kapelle des hl. Johannes von Nepomuk   | Kapelle des hl. Johannes von Nepomuk, kleinere Nischenkapelle im Dorf, erbaut 1723 im Barockstil, zweifellos im Zusammenhang mit dem Bau des Kur- und Krankenhauses Kuks. | 41174/6-3757 Info Katalog | weitere Bilder |

### Žireč Ves
| Lage                                               | Objekt                         | Beschreibung | ÚSKP-Nr.                  | Bild           |
| -------------------------------------------------- | ------------------------------ | --- | ------------------------- | -------------- |
| Žireč, an der Landstraße nach Stanovice (Standort) | Kapelle der hl. Dreifaltigkeit | Kapelle der Heiligen Dreifaltigkeit. Eine offene Kapelle im dynamischen Barockstil mit einer Skulptur der hl. Dreifaltigkeit. Kapelle der hl. Dreifaltigkeit mit der Statue des hl. Salvators von 1726. Steinerner, dreiseitiger Sockel mit drei Säulen eines wellenförmigen Baldachins. In der Kapelle befindet sich die neue Statue des hl. Dreifaltigkeit und des Salvators. Ein Werk von hoher künstlerischer Qualität, das mit der Werkstatt von Matthias Bernhard Braun (1684–1738) im nahegelegenen Kuks in Verbindung steht. | 19434/6-3758 Info Katalog | weitere Bilder |
| Žireč, Starý Žireč (Standort)                      | Kapelle der hl. Odilona        | Kapelle der hl. Odilona, mit Umfriedungsmauer, Leichenhalle, fünf Grabsteinen. Frühbarocke Friedhofskapelle aus dem Jahr 1656, der nacheinander zwei Holzbauten vorgelagert wurden. Die Leichenhalle wurde 1850 erbaut. Wertvolle Friedhofsgrabsteine befinden sich an der Eingangstür zur Kapelle, auf der Evangelienseite der Kapelle und im Friedhofsbereich (Engelstatue). | 17490/6-3759 Info Katalog | weitere Bilder |
| Žireč, am Weg nach Stanovice (Standort)            | Statue des hl. Florian         | Polychrome Sandsteinskulptur des hl. Florian, geschaffen von Georg Pacák (1670–1742), einem Schüler von Matthias Bernhard Braun, um 1730. | 36777/6-3763 Info Katalog | weitere Bilder |